# Larry Wilson (fútbol americano)
Lawrence Frank Wilson (Rigby, Idaho, 24 de marzo de 1938 – Scottsdale, Arizona, 17 de septiembre de 2020), más conocido como Larry Wilson, fue un jugador profesional estadounidense de fútbol americano que se desempeñó en la posición de safety en la National Football League (NFL). Es miembro del Salón de la Fama del Fútbol Americano Profesional.

## Carrera
Wilson jugó como profesional trece temporadas en St. Louis Cardinals (1960-1972), equipo en el que se retiró.

## Reconocimiento
El 19 de julio de 1978, ingresó como miembro al Salón de la Fama del Fútbol Americano Profesional.